# 282 TCN
282 TCN là một năm trong lịch La Mã.